# Hans Qvistgaard
Hans Nikolaj Qvistgaard (født 14. september 1817 på hovedgården Nørgård ved Skive, død 15. april 1892) var en dansk gårdejer og politiker.
Qvistgaard var søn af proprietær Ivar Qvistgaard. Han fra 1839 til 1841 avlsforvalter hos Balthazar Christensen på gården Grøndal ved København. Han ejede gården Tidemandsholm nordøst for Brønderslev 1843-1858 og igen 1868-1871, og en gård i Hjørring 1856-1886. I 1858 byttede han Tidemandsholm for en gård på Vesterbro i København som han havde til 1885.
Qvistgaard var medlem af Folketinget valgt i Hjørring Amts 4. valgkreds (Vrejlevkredsen) fra 4. august 1852 til 26. februar 1853, og i Hjørring Amts 3. valgkreds (Hjørringkredsen) fra 14. juni 1858 til 12. oktober 1866. Han var medlem af Landstinget fra 15. januar 1868 til 1. oktober 1874. Han var medlem af Rigsrådets Folketing valgt i Hjørringkredsen 1864-1866. Han stillede også uden held op til valget til Den Grundlovgivende Rigsforsamling i 1848 og de første folketingsvalg i 1848.
Han blev udnævnt til kammerråd i 1862.